# Prljavo kazalište
Prljavo kazalište è una rock band croata, formatasi a Zagabria nel 1977. Viene considerata la più importante band croata degli anni Ottanta e Novanta. Pur cambiando diversi stili e componenti lungo gli anni di attività, è rimasta una tra le principali band nel panorama musicale croato.

## Membri attuali
- Mladen Bodalec
- Jasenko Houra
- Nino Hrastek
- Tihomir Fileš
- Damir Lipošek Kex
- Jurica Leikauff

## Membri passati
- Davorin Bogović
- Zoran Cvetković
- Zlatko Bebek
- Fedor Boić
- Mario Zidar

## Discografia

### Album
- Prljavo kazalište (1979)
- Crno bijeli svijet (1980)
- Heroj ulice (1980)
- Korak do sna (1983)
- Zlatne godine (1985)
- Zaustavite zemlju (1988)
- Devedeseta (1990)
- Lupi petama... (1993)
- S vremena na vrijeme (1996)
- Dani ponosa i slave (1998)
- Radio Dubrava (2003)
- Moj dom je Hrvatska (2005)
- Tajno ime (2008)
- Možda dogodine (2012)

### Live album
- Sve je lako kad si mlad (1989)
- Zabranjeni koncert (1994)
- Božićni koncert (1995)
- XX godina (1997)

### Compilation
- Najveći hitovi (1994)
- Sve je lako kad si mlad (box set; 2001)
- Rock balade (2004)

### Video album
- Prljavo kazalište na Trgu (2003)

### Singoli
- "Televizori" (1978)
- 'Moj je otac bio u ratu" (1979)
- "Moderna djevojka" (1980)
- "Moja djevojka je otišla u armiju" (1986)
- "...Mojoj majci" (1989)
- "Dođi sada Gospode" (1996)

## Curiosità
Per il nome della band venne preso come spunto il titolo di un albo della serie “Alan Ford”, molto popolare in Jugoslavia.